# Volodymyr Chkidtchenko
Volodymyr Petrovytch Chkidtchenko (en ukrainien : Володимир Петрович Шкідченко) est un homme d'État ukrainien.

## Biographie
Il est le fils de Petro Chkidtchenko, héro de l'URSS et général de l'Armée soviétique. De 1992 à 1993 il était commandant du 6e corps d'armée (Ukraine).

### Carrière politique
Du 12 novembre 2001 au 25 juin 2003, il est ministre de la Défense dans le gouvernement Kinakh puis de Viktor Ianoukovytch en remplacement d'Oleksandr Kouzmouk.